# Division 2 (Schweden)
Die Division 2, auch Supertvåan genannt, ist die vierthöchste Spielklasse im schwedischen Herrenfußball.
Sie besteht aus sechs einzelnen regionalen Ligen, deren Meister in die Division 1 aufsteigen. Unter ihr steht die Division 3, die aus zwölf regionalen Ligen besteht.

## Geschichte
Den Namen Division 2 gibt es schon seit 1925, allerdings unterschied sich die Bedeutung der Spielklasse erheblich. Ab der offiziellen Einführung 1928 bis 1986 war die Spielklasse, wie auch der Name nahelegt, die zweithöchste Spielklasse, direkt unter der ersten Liga Fotbollsallsvenskan, die auch Division 1 hieß. Für die Saison 1987 wurde das System geändert. Die bisherige Division 2 wurde in Division 1 umbenannt. Der Name blieb aber durch eine neu eingerichtete Spielklasse bestehen, die nunmehr nur noch die dritthöchste war.
Im Jahr 2000 wurden die beiden Ligen der Spielklasse der Division 1 zur Superettan zusammengelegt. Die Division 2 blieb davon unberührt, auch wenn nun keine Division 1 mehr existierte.
Das neu eingerichtete System verlangte von den Meistern der Division 2, in einer Qualifikationsrunde um die Aufstiegsplätze in die Superettan zu spielen. Dies wurde von vielen als unglücklich angesehen, da sich aus einer Meisterschaft normalerweise ein Aufstieg in die nächsthöhere Spielklasse ergibt. Daher wurde zwischen der Division 2 und der Superettan eine neue Division 1 mit zwei regionalen Ligen zu je 14 Mannschaften eingeführt. Diese Regelung kam 2006 erstmals zur Anwendung. Die Division 2 ist seitdem nur noch die vierthöchste Spielklasse in Schweden.
Die Meister der Division 2 steigen direkt in die Division 1 auf. Die Tabellenzweiten spielen in zwei Gruppen eine Qualifikationsrunde aus, deren Sieger gegen die 13. der Nord- und Südstaffel der Division 1 zwei Relegationsspiele um den Aufstieg resp. den Klassenverbleib bestreiten. Die Mannschaften auf den Plätzen 14 bis 16 der beiden Staffeln der Division 1 steigen in die Division 2 ab.
Die beiden Tabellenletzten der Division 2 steigen ab und werden durch die Meister der zwölf Staffeln der Division 3 ersetzt.

## Aktuelle Ligaaufteilung
Die Mannschaften der Division 2 teilten sich in der Spielzeit 2025 wie folgt auf die einzelnen Staffeln auf:
| Staffel Norrland - Bergnäsets AIK - Bodens BK - Bodens City (N) - Friska Viljor FC (A) - Gottne IF - IFK Luleå - IFK Östersund - Kiruna FF - Kubikenborgs IF (N) - Lucksta IF - Piteå IF (A) - Skellefteå FF - Täfteå IK - Umeå FC Akademie | Staffel Norra Svealand - Bollstanäs SK (N) - Falu BS FK - FC Gute - FC Järfälla - IK Franke - Korsnäs IF (N) - Kungsängens IF - Nacka FC - Skiljebo SK - Sunnersta AIF (N) - Täby FK (A) - Viggbyholms IK - Ytterhogdals IK (N) - Österåker United FK | Staffel Södra Svealand - Arameiska/Syrianska Botkyrka IF - BK Forward - Enskede IK - FoC Farsta - Huddinge IF - IF Eker (N) - IF Sylvia - IK Sleipner - Nyköpings BIS - Rågsveds IF (N) - Smedby AIS - Syrianska Eskilstuna IF - Syrianska FC - Åtvidabergs FF |

| Staffel Norra Götaland - Ahlafors IF (A) - FBK Karlstad (A) - Grebbestads IF - Herrestads AIF - IFK Kumla - IF Haga (N) - IK Kongahälla - IK Tord - Lidköpings FK - Motala AIF - Skara FC (N) - Tidaholms GoIF (N) - Vänersborgs FK - Vänersborgs IF | Staffel Södra Götaland - FBK Balkan - FK Karlskrona - Högaborgs BK - IFK Hässleholm - IFK Karlshamn - IFK Trelleborg FK - Kristianstad FC - Linero IF (N) - Nosaby IF - Räppe GOIF - Sölvesborgs GIF - Torns IF (A) - Växjö Norra IF (N) - Österlen FF | Staffel Västra Götaland - Bergdalens IK - BK Astrio - Hestrafors IF (N) - IF Böljan (N) - Jonsereds IF - Laholms FK - Landvetter IS - Lindome GIF - Onsala BK (A) - Qviding FIF - Tvååkers IF (A) - Varbergs GIF FK - Västra Frölunda IF - Åstorps IF (N) |